# Скалоны
Скалоны (фр. de Scalon) — дворянский род.
Род внесён в родословные книги Владимирской, Екатеринославской, Курской, Подольской, Санкт-Петербургской и Харьковской губерний.

## Происхождение и история рода

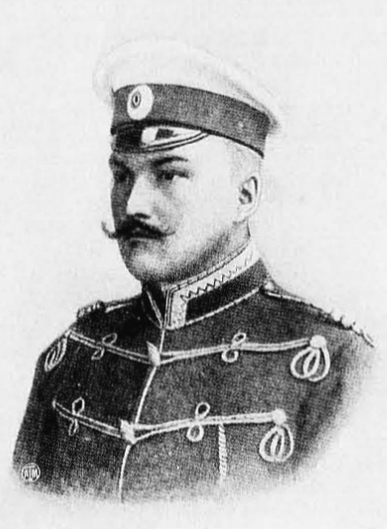
Георгий Николаевич Скалон

Фамилия де-Скалон происходит от французского дворянства.
Род происходит от французского дворянина, гугенота Георгия де Скалона, выселившегося после отмены Нантского эдикта из Лангедока в Швецию, в Готембург. Его сыновья инженер-капитан, бездетный Степан и Даниил Юрьевичи переселились в Россию вместе с матерью и тремя сёстрами в 1710 году. Подполковник Киевского драгунского полка Даниил Юрьевич († 1748), от которого пошёл российский род, был адъютантом фельдмаршала И. Ю. Трубецкого.
Генерал-майор Антон де-Скалон, кавалер ордена Святого князя Владимира 3-й степени вместе с детьми: Александром, Николаем, Василием, Антоном, Данилой и Павлом приняты в российское подданство и приняли присягу (1811). По Высочайшему указу императора Александра I, повелено Правительствующему сенату сочинённый в герольдии герб рода де-Скалон внести в Общий гербовник дворянских родов в 1-е отделение.

## Известные представители
- Даниил Юрьевич Скалон
  - Скалон, Антон Данилович (1720—1777) — генерал-поручик, отличился в Семилетнюю войну и во время Пугачевского восстания, был женат 3 раза и имел 13 детей.
    - Скалон, Антон Антонович (1767—1812) — командир эпохи наполеоновских войн, генерал-майор.
      - Скалон, Александр Антонович (1796—1851) — тайный советник; сенатор; член «Союза благоденствия».
      - Скалон, Николай Антонович (1800—?) — генерал-лейтенант.
        - Скалон, Николай Николаевич (1837—1895) — генерал-майор.
          - Скалон, Павел Николаевич (1868—1937) — генерал-майор, директор Иркутского кадетского корпуса.

      - Скалон, Василий Антонович (1805—?) — генерал-майор; женат на дочери В. В. Капниста, Софье.
      - Скалон, Антон Антонович (1806—1872) — генерал-лейтенант.
        - Скалон, Георгий Антонович (1847—1914) — генерал-адъютант (1903), генерал от кавалерии (1905).
        - Скалон, Дмитрий Антонович (1840—1919) — генерал от кавалерии, генерал-адъютант.
          - Скалон, Николай Дмитриевич (1886—1946) — полковник, участник Белого движения.
            - Скалон, Владимир Николаевич (1923—2010) — митрофорный протоиерей (РПЦЗ).

      - Скалон, Даниил Антонович (1808—1856) — генерал-майор.
        - Скалон, Антон Данилович (1834—1874) — майор.
          - Скалон, Михаил Антонович (1863—?) — полковник

        - Скалон, Василий Данилович (1835—1907) — генерал от инфантерии.

    - Скалон, Александр Антонович (1770—1851) — тайный советник; подполковник.
      - Скалон, Антон Александрович (1804—1899?) — действительный статский советник, камергер.
        - Скалон, Николай Антонович (1832—1903) — генерал от кавалерии, обер-гофмейстер.
          - Скалон, Михаил Николаевич (1874—1940) — генерал, участник Белого движения во ВСЮР, Бредовского похода.
          - Скалон, Георгий Николаевич (1876—?) — полковник императорской армии

      - Скалон, Николай Александрович (1809—1857) — могилевский губернатор.
        - Скалон, Евстафий Николаевич (1845—1902) — эстляндский губернатор, тайный советник.
          - Скалон, Владимир Евстафьевич (1872—1917) — генерал-майор.

  - Скалон, Степан Данилович (1728—1787)
    - Скалон, Степан Степанович (1784—?)
      -  Скалон, Юрий Степанович (1819—1858) — коллежский асессор и кавалер[2]
        - Скалон, Василий Юрьевич (1846—1907) — русский публицист и земский деятель.
          - Скалон, Николай Васильевич (1871—1918) — юрист.
            - Скалон, Василий Николаевич (1903—1976) — зоолог, охотовед, педагог.

          - Скалон, Александр Васильевич (1874—1942) — русский и советский художник и общественный деятель.

## Описание герба
Щит разделён с верхних углов двумя диагональными линиями, а третьей от середины перпендикулярно к подошве щита. В золотой вершине изображён до половины чёрный двуглавый орёл с распростёртыми крыльями; в боковых частях: в правой, в голубом поле серебряная лилия, а в левой в красном поле, три серебряных сабли, означенные одна над другой, остриями обращённые в левую сторону.
Щит увенчан дворянскими шлемом и короной. Нашлемник: три страусовых пера. Намёт на щите золотой, подложенный красным и голубым. Щитодержатели: два льва. Герб рода де Скалон внесён в Часть 9 Общего гербовника дворянских родов Всероссийской империи, стр. 127.